# Buthiers (Seine-et-Marne)
Pour les articles homonymes, voir Buthiers.
Buthiers est une commune française située dans le département de Seine-et-Marne, en région Île-de-France. En 2022, elle compte 771 habitants.

## Géographie

### Localisation
La commune de Buthiers se situe au sud-ouest du département de Seine-et-Marne, en région Île-de-France, à la limite du département du Loiret. Buthiers fait partie du parc naturel régional du Gâtinais français.
Elle se situe à 39,29 km par la route de Melun, préfecture du département et à 27,76 km de Fontainebleau, sous-préfecture. La commune fait en outre partie du bassin de vie de Malesherbes.

### Communes limitrophes
Les communes les plus proches sont : Le Malesherbois (2,1 km), Boulancourt (3,2 km), Nanteau-sur-Essonne (3,4 km), Augerville-la-Rivière (3,9 km), Rumont (5,6 km).
|                          | Nanteau-sur-Essonne       | Boissy-aux-Cailles |
| Le Malesherbois (Loiret) | Buthiers (Seine-et-Marne) | Amponville         |
|                          | Boulancourt               | Rumont             |

### Relief et géologie
Le territoire de la commune se situe dans le sud du Bassin parisien, plus précisément au nord de la région naturelle du Gâtinais.
Géologiquement intégré au bassin parisien, qui est une région géologique sédimentaire, l'ensemble des terrains affleurants de la commune sont issus de l'ère géologique Cénozoïque (des périodes géologiques s'étageant du Paléogène au Quaternaire),.

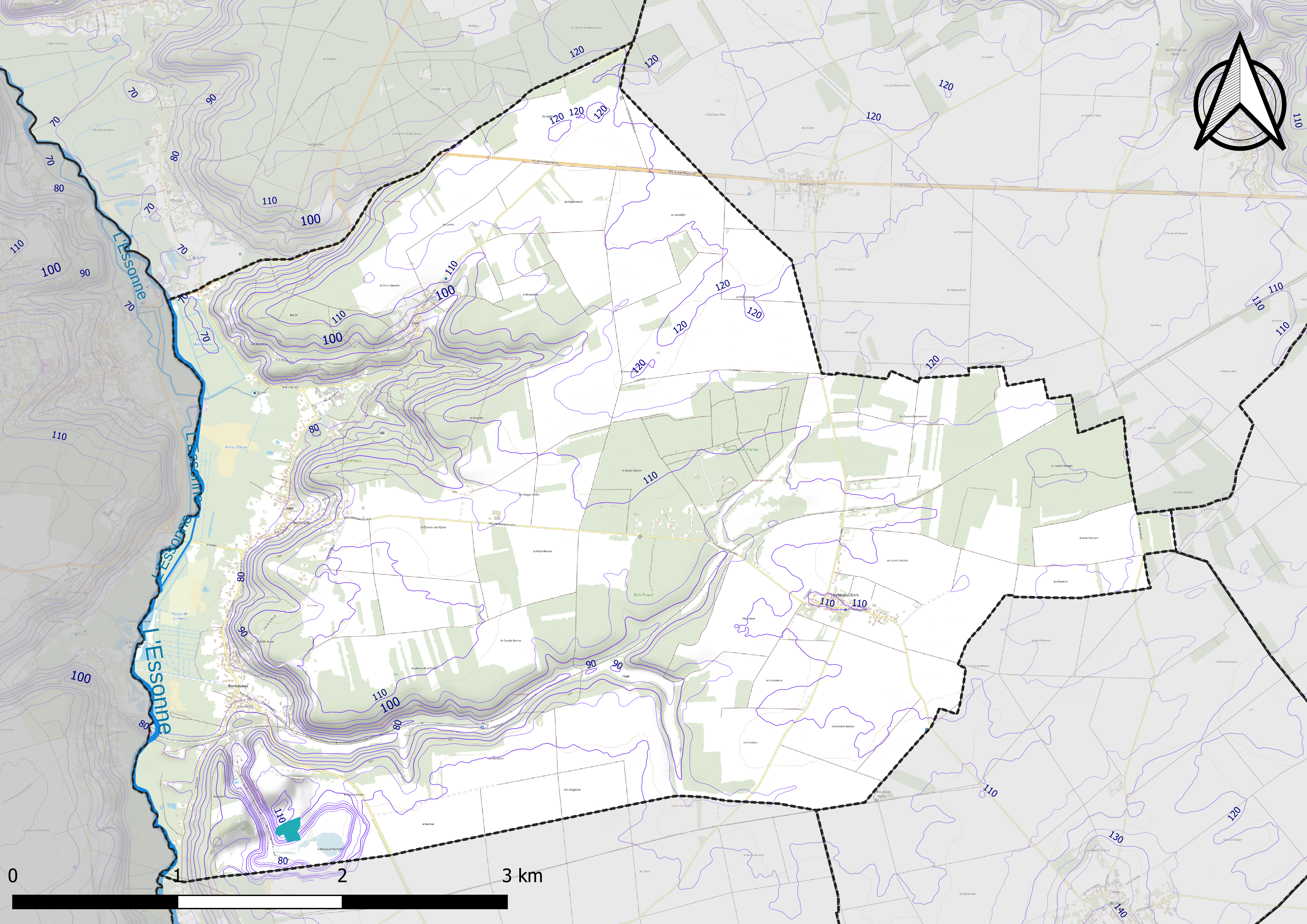
Carte du relief de Buthiers.
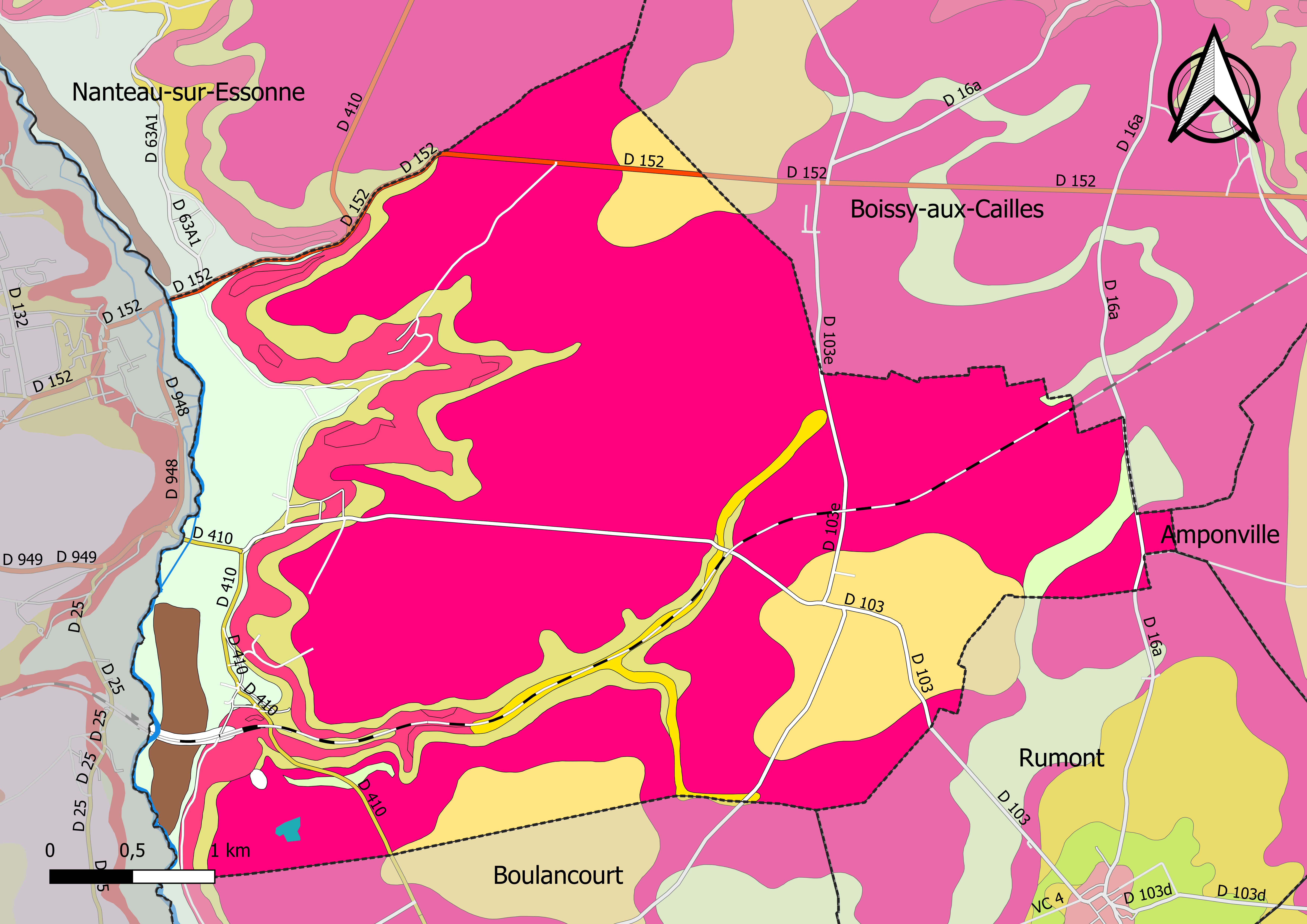
Carte géologique vectorisée et harmonisée de Buthiers.

|  | X :  | Dépôts anthropiques, remblais.                                    |
|  | CE : | Colluvions polygéniques éboulis.                                  |
|  | CF : | Colluvions de versant et de fond de vallon.                       |
|  | LP : | Limon des plateaux de composition argilo-marneuse.                |
|  | T :  | Zones tourbeuses au sein des alluvions récentes.                  |
|  | Fz : | Alluvions récentes : limons, argiles, sables, tourbes localement. |

|  | m1MG : | Molasse du Gâtinais, Marnes vertes de Neuville-sur-Essonne (Loiret). |

|  | g1CE : | Calcaire d'Étampes, meulières, marnes, calcaires du Gâtinais.                                        |
|  | g1GF : | Grès de Fontainebleau en place ou remaniés (grésification quaternaire de sables stampiens dunaires). |
|  | g1SF : | Sables de Fontainebleau, accessoirement grès en place ou peu remanié (versant).                      |

### Hydrographie

#### Réseau hydrographique

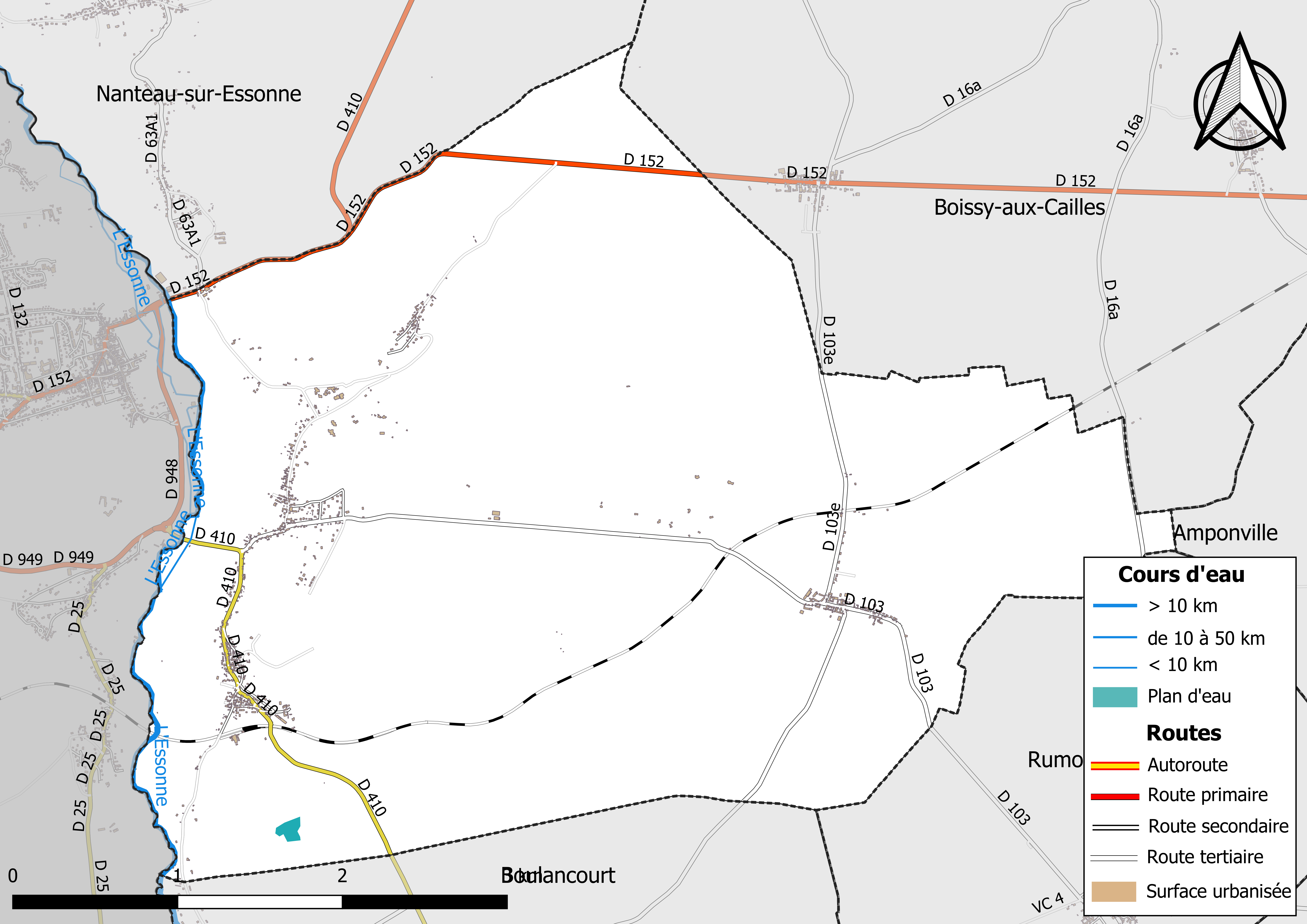
Carte des réseaux hydrographique et routier de Buthiers.

Le réseau hydrographique de la commune se compose de quatre cours d'eau référencés :
- la rivière Essonne, longue de 101,10 km[7], ainsi que :
  - un bras de l'Essonne de 0,53 km[8] ;
  - un bras de l'Essonne de 0,81 km[9] ;
  - un bras de l'Essonne de 1,46 km[10].

Elle marque la limite ouest de la commune.
Sa longueur totale sur la commune est de 2,72 km.

#### Gestion des cours d'eau
Afin d’atteindre le bon état des eaux imposé par la Directive-cadre sur l'eau du 23 octobre 2000, plusieurs outils de gestion intégrée s’articulent à différentes échelles : le SDAGE, à l’échelle du bassin hydrographique, et le SAGE, à l’échelle locale. Ce dernier fixe les objectifs généraux d’utilisation, de mise en valeur et de protection quantitative et qualitative des ressources en eau superficielle et souterraine. Le département de Seine-et-Marne est couvert par six SAGE, au sein du bassin Seine-Normandie.
La commune fait partie du SAGE « Nappe de Beauce et milieux aquatiques associés », approuvé le 11 juin 2013. Le territoire de ce SAGE couvre deux régions, six départements et compte 681 communes, pour une superficie de 9 722 km2. Le pilotage et l’animation du SAGE sont assurés par le Syndicat mixte du pays Beauce Gâtinais en Pithiverais, qualifié de « structure porteuse ».

### Climat
Pour des articles plus généraux, voir Climat de l'Île-de-France et Climat de Seine-et-Marne.
En 2010, le climat de la commune est de type climat océanique dégradé des plaines du Centre et du Nord, selon une étude du CNRS s'appuyant sur une série de données couvrant la période 1971-2000. En 2020, Météo-France publie une typologie des climats de la France métropolitaine dans laquelle la commune est exposée à un climat océanique altéré et est dans la région climatique Sud-ouest du bassin Parisien, caractérisée par une faible pluviométrie, notamment au printemps (120 à 150 mm) et un hiver froid (3,5 °C).
Pour la période 1971-2000, la température annuelle moyenne est de 11 °C, avec une amplitude thermique annuelle de 15,5 °C. Le cumul annuel moyen de précipitations est de 668 mm, avec 11,2 jours de précipitations en janvier et 7,4 jours en juillet. Pour la période 1991-2020, la température moyenne annuelle observée sur la station météorologique la plus proche, située sur la commune de Boigneville à 7 km à vol d'oiseau, est de 11,5 °C et le cumul annuel moyen de précipitations est de 615,6 mm,. Pour l'avenir, les paramètres climatiques de la commune estimés pour 2050 selon différents scénarios d'émission de gaz à effet de serre sont consultables sur un site dédié publié par Météo-France en novembre 2022.

### Milieux naturels et biodiversité

#### Espaces protégés
La protection réglementaire est le mode d’intervention le plus fort pour préserver des espaces naturels remarquables et leur biodiversité associée,.
Dans ce cadre, la commune fait partie d'un espace protégé, le Parc naturel régional du Gâtinais français, créé en 1999 et d'une superficie de 75 567 ha. D’une grande richesse en termes d’habitats naturels, de flore et de faune, il est un maillon essentiel de l’Arc sud-francilien des continuités écologiques (notamment pour les espaces naturels ouverts et la circulation de la grande faune),.
La réserve de biosphère « Fontainebleau et Gâtinais », un espace protégé créé en 1998 et d'une superficie totale de 150 544 ha, est également présente sur la commune. Cette réserve de biosphère, d'une grande biodiversité, comprend trois grands ensembles : une grande moitié ouest à dominante agricole, l’emblématique forêt de Fontainebleau au centre, et le Val de Seine à l’est. La structure de coordination est l'Association de la Réserve de biosphère de Fontainebleau et du Gâtinais, qui comprend un conseil scientifique et un Conseil Éducation, unique parmi les Réserves de biosphère françaises,,,.

#### Réseau Natura 2000

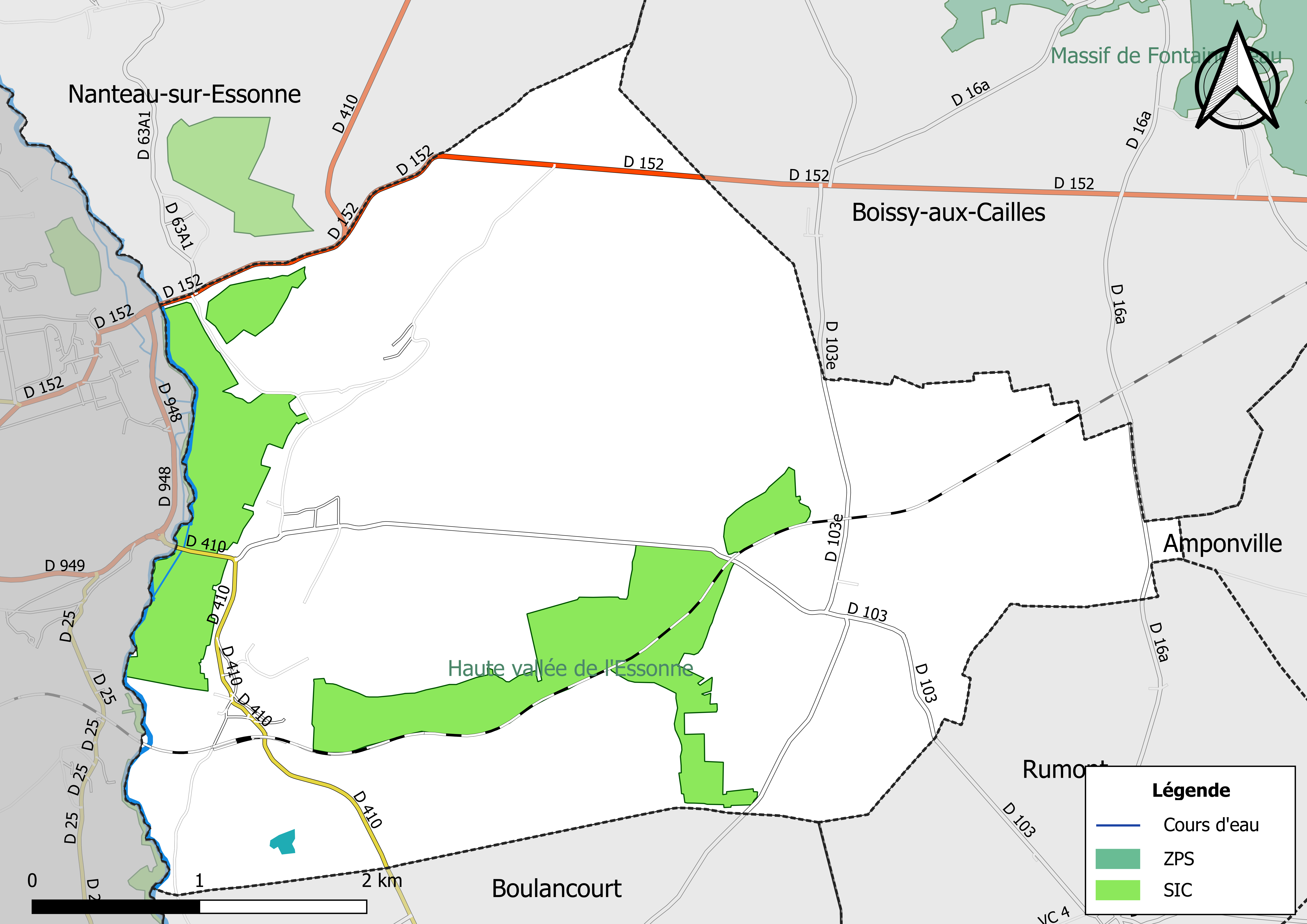
Sites Natura 2000 sur le territoire communal.

Le réseau Natura 2000 est un réseau écologique européen de sites naturels d’intérêt écologique élaboré à partir des Directives « Habitats » et « Oiseaux ». Ce réseau est constitué de Zones spéciales de conservation (ZSC) et de Zones de protection spéciale (ZPS). Dans les zones de ce réseau, les États Membres s'engagent à maintenir dans un état de conservation favorable les types d'habitats et d'espèces concernés, par le biais de mesures réglementaires, administratives ou contractuelles.
Un site Natura 2000 a été défini sur la commune au titre de la « directive Habitats » : 
- la « Haute vallée de l'Essonne », d'une superficie de 971 ha, un ensemble écologique de grande importance à l’échelon du bassin parisien. Cette entité est constituée de milieux humides remarquables résultants de l’évolution de bas marais alcalins[31],[32] ;

#### Zones naturelles d'intérêt écologique, faunistique et floristique
L’inventaire des zones naturelles d'intérêt écologique, faunistique et floristique (ZNIEFF) a pour objectif de réaliser une couverture des zones les plus intéressantes sur le plan écologique, essentiellement dans la perspective d’améliorer la connaissance du patrimoine naturel national et de fournir aux différents décideurs un outil d’aide à la prise en compte de l’environnement dans l’aménagement du territoire.
Le territoire communal de Buthiers comprend cinq ZNIEFF de type 1, : 
- les « Bois de la Fontaine Saint-Agnan, Bel-Air, la Garenne de Boucleaux et vallée Poirette » (188,79 ha), couvrant 2 communes du département[34] ;
- le « Bois Picard » (279,91 ha)[35] ;
- le « Marais de Buthiers » (37 ha)[36] ;
- la « Platière de la vallée Aux Noirs » (28,67 ha)[37] ;
- le « Pont de Roncevaux » (1,37 ha)[38] ;

et un ZNIEFF de type 2,, 
la « vallée de l'Éssonne de Buthiers à la Seine » (5 102,19 ha), couvrant 29 communes dont 1 dans le Loiret, 4 en Seine-et-Marne et 24 dans l'Essonne.

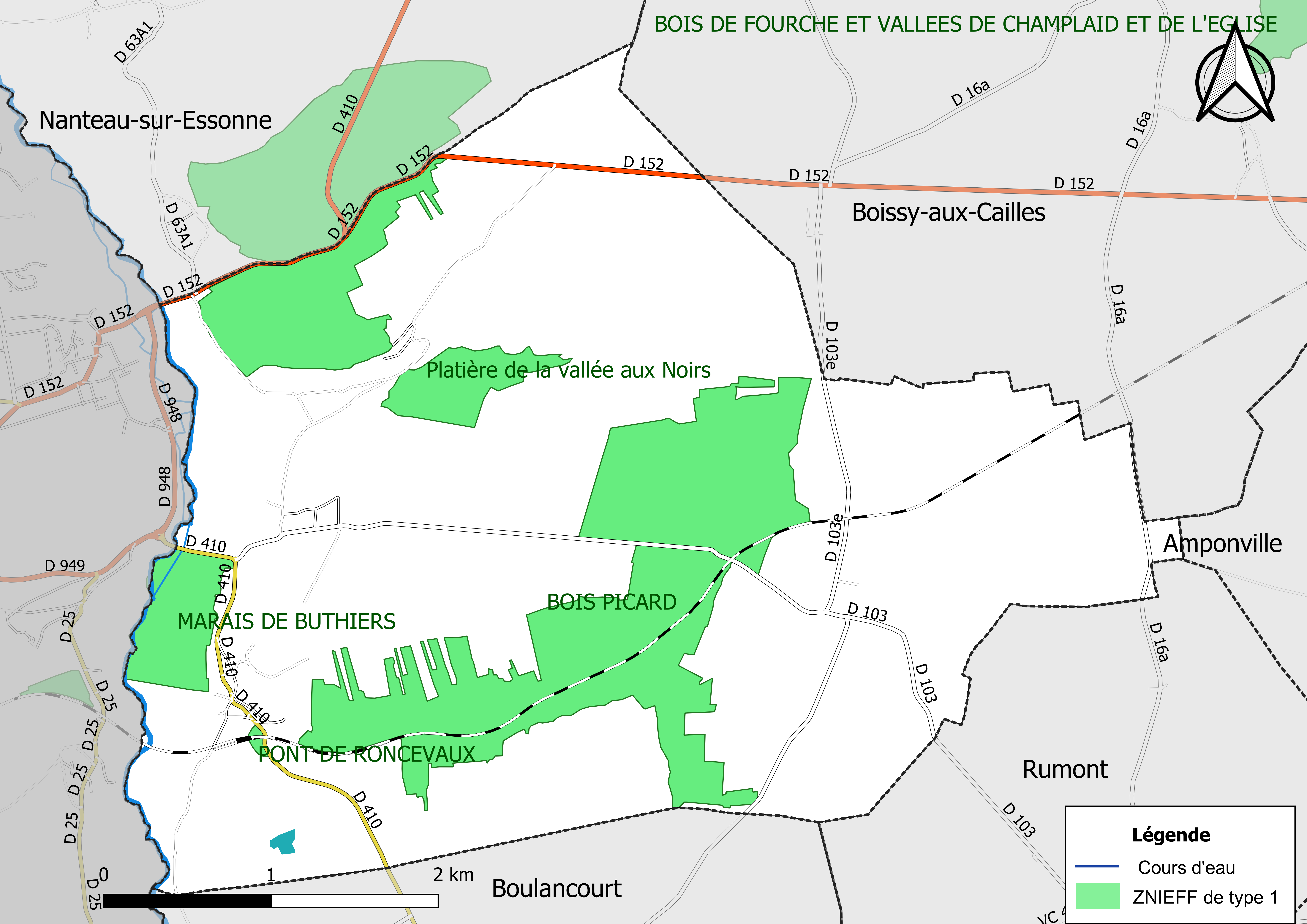
Carte des ZNIEFF de type 1 de la commune.
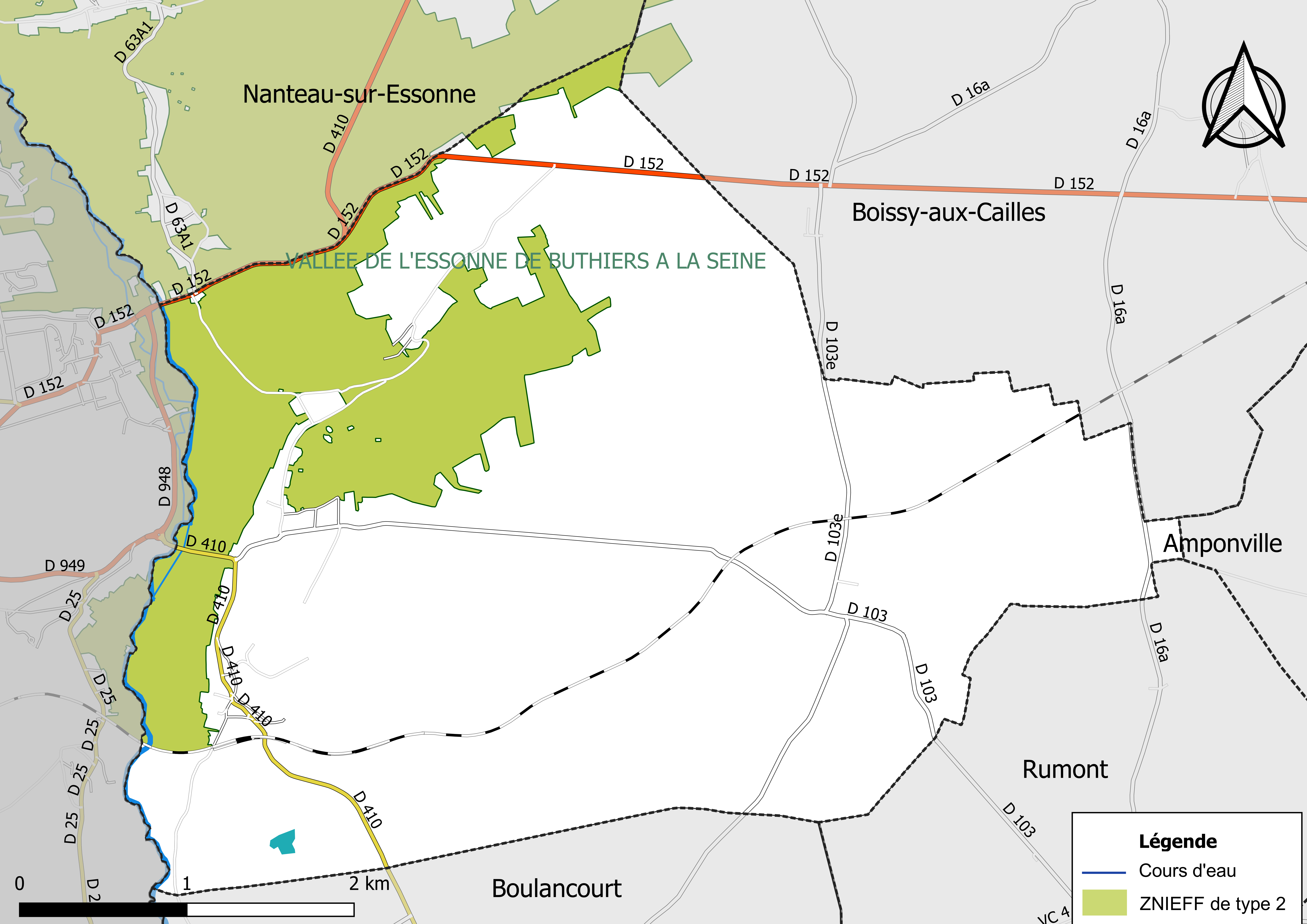
Carte des ZNIEFF de type 2 de la commune.

## Urbanisme

### Typologie
Au 1er janvier 2024, Buthiers est catégorisée commune rurale à habitat dispersé, selon la nouvelle grille communale de densité à sept niveaux définie par l'Insee en 2022.
Elle est située hors unité urbaine. Par ailleurs la commune fait partie de l'aire d'attraction de Paris, dont elle est une commune de la couronne,. Cette aire regroupe 1 929 communes,.

### Occupation des sols
L'occupation des sols de la commune, telle qu'elle ressort de la base de données européenne d’occupation biophysique des sols Corine Land Cover (CLC), est marquée par l'importance des territoires agricoles (55,4 % en 2018), en diminution par rapport à 1990 (56,2 %). La répartition détaillée en 2018 est la suivante : 
terres arables (47,7% ), 
forêts (38,4% ), zones agricoles hétérogènes (7,8% ), 
mines, décharges et chantiers (3,1% ), 
zones urbanisées (3 %).
| Type d’occupation | 1990        | 1990    | 2018        | 2018    | Bilan     |
| --- | ----------- | ------- | ----------- | ------- | --------- |
| Territoires artificialisés (zones urbanisées, zones industrielles ou commerciales et réseaux de communication, mines, décharges et chantiers, espaces verts artificialisés ou non agricoles) | 83,68 ha    | 4,27 %  | 119,99 ha   | 6,12 %  | 36,31 ha  |
| Territoires agricoles (terres arables, cultures permanentes, prairies, zones agricoles hétérogènes)                                                                                          | 1 102,40 ha | 56,22 % | 1 087,29 ha | 55,45 % | −15,11 ha |
| Forêts et milieux semi-naturels (forêts, milieux à végétation arbustive et/ou herbacée, espaces ouverts sans ou avec peu de végétation)                                                      | 774,88 ha   | 39,52 % | 753,69 ha   | 38,43 % | −21,20 ha |

Parallèlement, L'Institut Paris Région, agence d'urbanisme de la région Île-de-France, a mis en place un inventaire numérique de l'occupation du sol de l'Île-de-France, dénommé le MOS (Mode d'occupation du sol), actualisé régulièrement depuis sa première édition en 1982. Réalisé à partir de photos aériennes, le Mos distingue les espaces naturels, agricoles et forestiers mais aussi les espaces urbains (habitat, infrastructures, équipements, activités économiques, etc.) selon une classification pouvant aller jusqu'à 81 postes, différente de celle de Corine Land Cover,,. L'Institut met également à disposition des outils permettant de visualiser par photo aérienne l'évolution de l'occupation des sols de la commune entre 1949 et 2018.

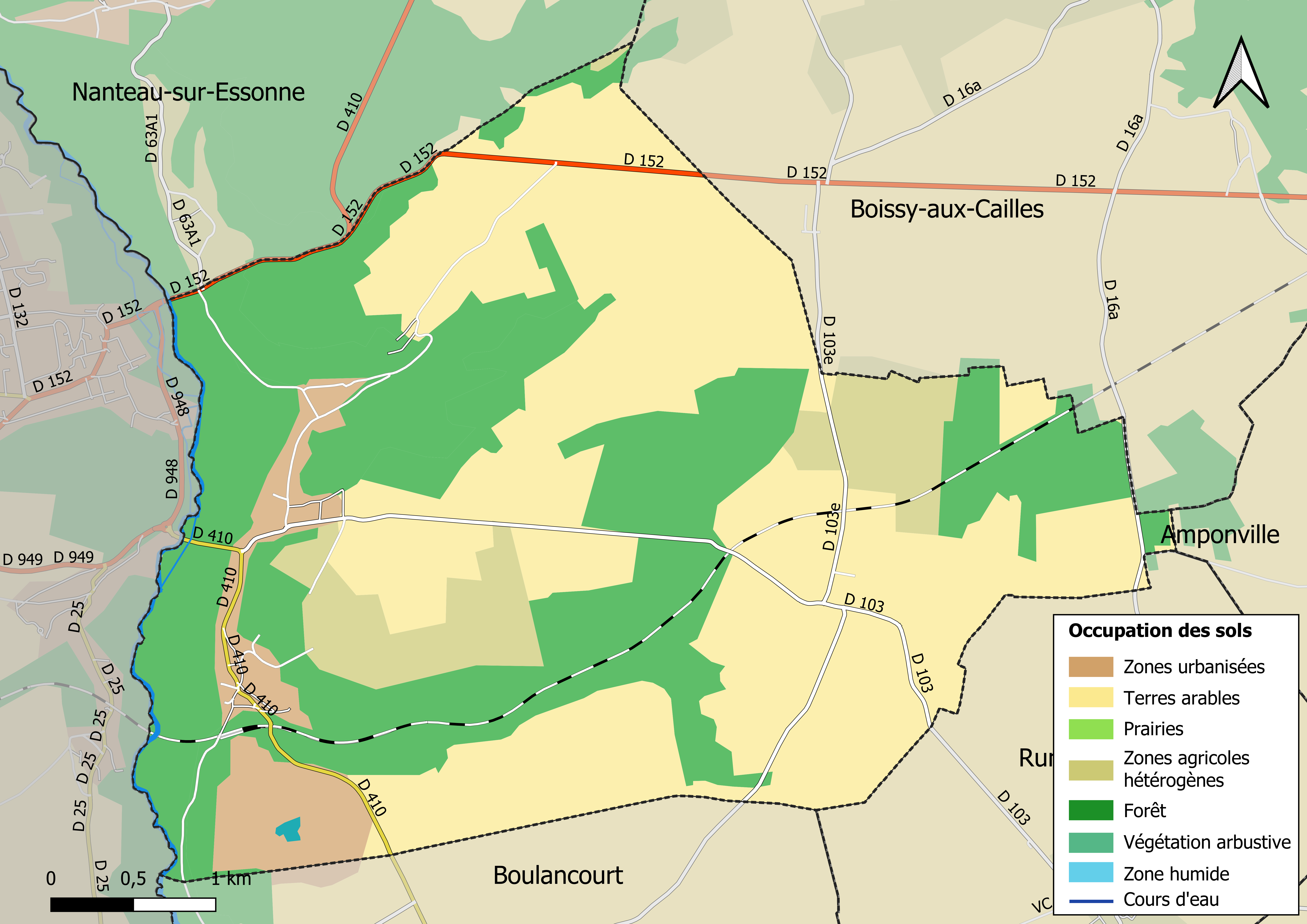
Carte des infrastructures et de l'occupation des sols en 2018 (CLC) de la commune.
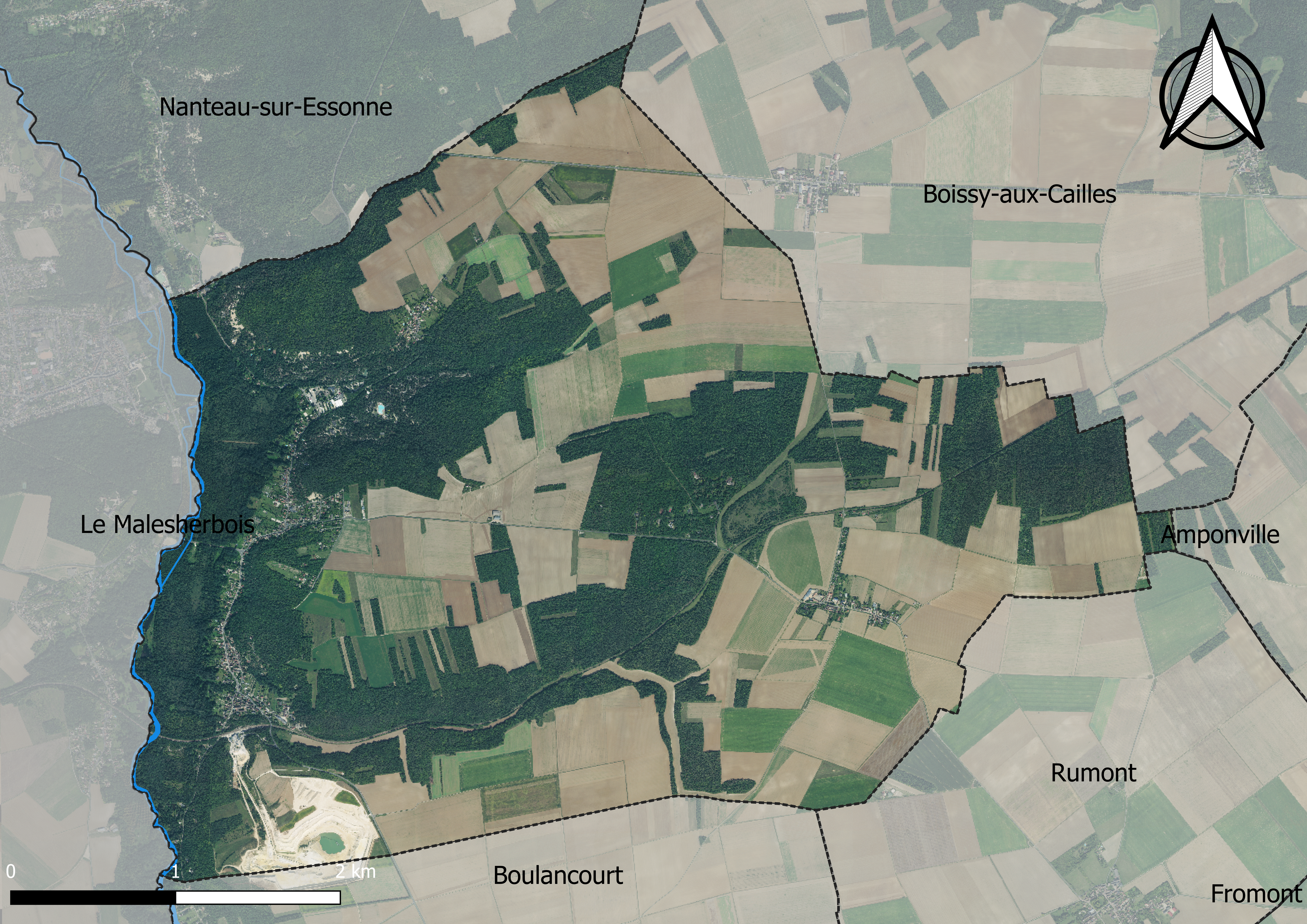
Carte orhophotogrammétrique de la commune.

### Planification
La loi SRU du 13 décembre 2000 a incité les communes à se regrouper au sein d’un établissement public, pour déterminer les partis d’aménagement de l’espace au sein d’un SCoT, un document d’orientation stratégique des politiques publiques à une grande échelle et à un horizon de 20 ans et s'imposant aux documents d'urbanisme locaux, les PLU (Plan local d'urbanisme). La commune est dans le territoire du SCOT Nemours Gâtinais, approuvé le 5 juin 2015 et porté par le syndicat mixte d’études et de programmation (SMEP) Nemours-Gâtinais.
La commune disposait en 2019 d'un plan local d'urbanisme approuvé. Le zonage réglementaire et le règlement associé peuvent être consultés sur le géoportail de l'urbanisme.

### Lieux-dits et écarts

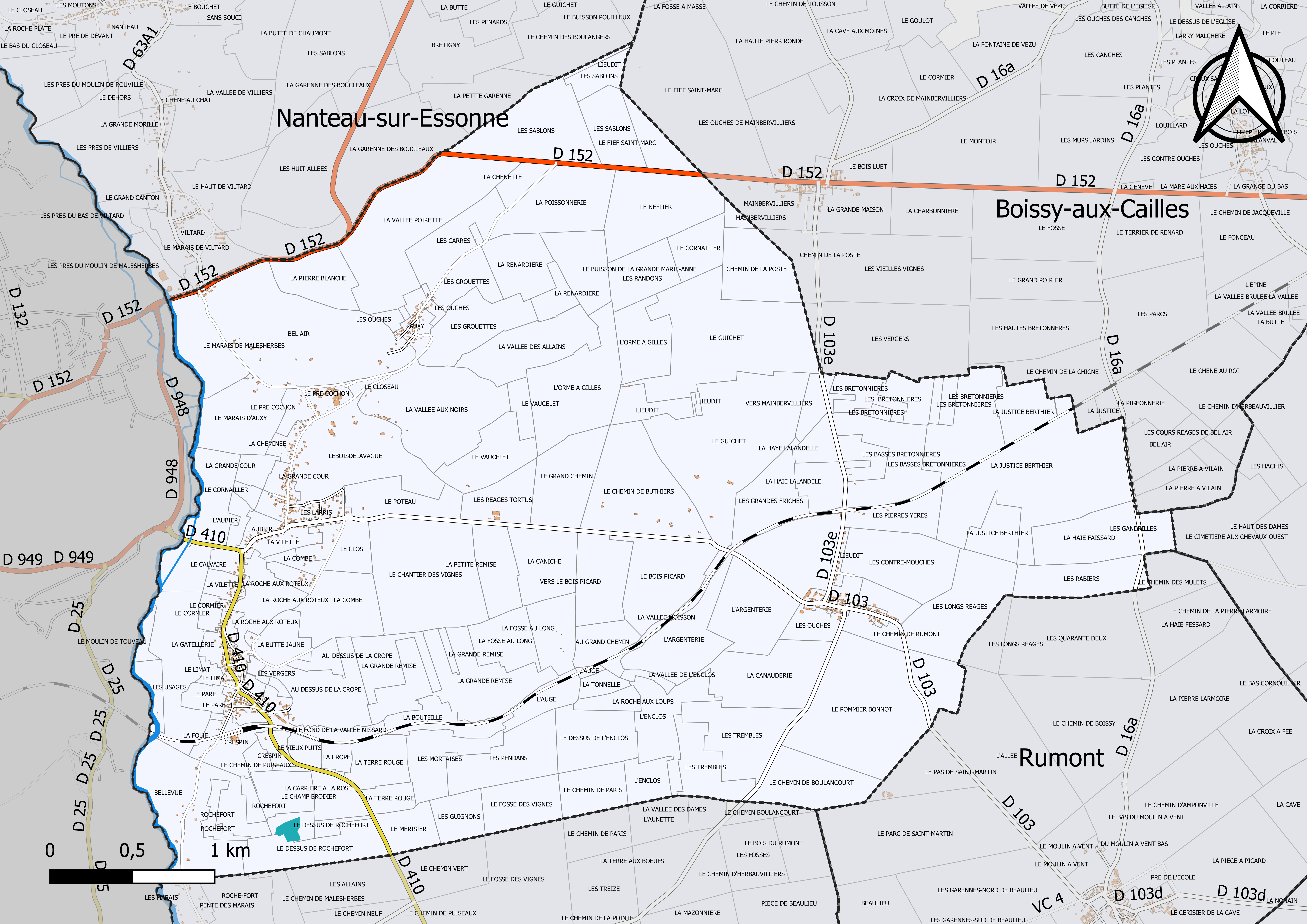
Carte du cadastre de la commune de Buthiers.

Buthiers comporte trois hameaux : Herbeauvilliers (absorbé par Buthiers le 12 mai 1841), Auxy et Roncevaux.
La commune compte 112 lieux-dits administratifs répertoriés consultables ici (source : le fichier Fantoir) dont la Roche-aux-Loups (dolmen).

### Logement
En 2016, le nombre total de logements dans la commune était de 447 dont 98,6 % de maisons et 1,1 % d'appartements.
Parmi ces logements, 72,6 % étaient des résidences principales, 17,2 % des résidences secondaires et 10,3 % des logements vacants.
La part des ménages fiscaux propriétaires de leur résidence principale s'élevait à 85,7 % contre 11,8 % de locataires et 2,5 % logés gratuitement.

### Voies de communication et transports

#### Voies de communication
Plusieurs routes départementales relient Buthiers aux communes voisines :
- la D 103, vers le sud-est en direction de Rumont ;
- la D 103e, vers le nord en direction de Boissy-aux-Cailles ;
- la D 152, vers l'ouest en direction du Malesherbois et vers l'est en direction de Boissy-aux-Cailles ;
- la D 410, vers l'ouest en direction du Malesherbois et vers le sud en direction de Boulancourt.

#### Transports

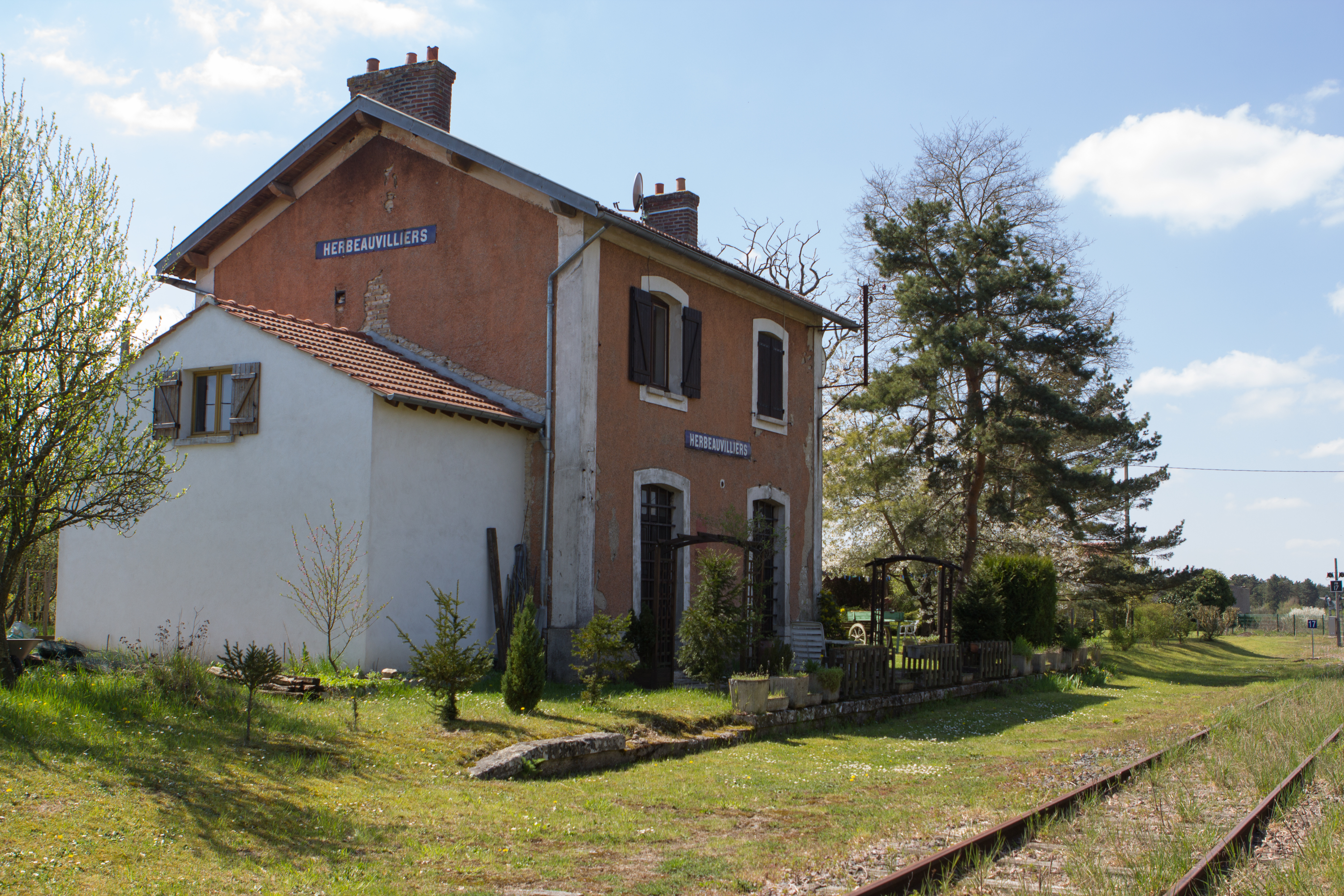
La gare d'Herbeauvilliers.

La commune est desservie par trois lignes d'autocars :
- la ligne no 4004 du réseau de bus Vallée du Loing - Nemours, reliant Nanteau-sur-Essonne à La Chapelle-la-Reine ;
- la ligne no 4005 du même réseau, reliant Roncevaux à La Chapelle-la-Reine ;
- la ligne no 4014 du réseau de bus Fontainebleau - Moret, reliant Malesherbes à Avon (gare de Fontainebleau - Avon).

La ligne de Bourron-Marlotte - Grez à Malesherbes traverse la commune de Buthiers d'est en ouest. Cette ligne, non exploitée entre les gares de Bourron-Marlotte - Grez et de La Chapelle-la-Reine, reste exploitée en trafic fret entre cette gare et celle de Malesherbes pour le transport de sable en provenance de diverses carrières situées à proximité de la ligne. La gare d'Herbeauvilliers, situé sur le territoire de Buthiers, est fermée au trafic voyageurs depuis le  1er août 1937.

## Toponymie
Ses habitants sont appelés les Butherrois.
Le nom de la localité est attesté sous les formes Buters en 1165 ; Buteriae en 1220 ; Butiers en 1518 ; Buttiers en 1594 ; Buttier vers 1770, Buthiers vers 1828[réf. nécessaire].
Le toponyme est issu du gaulois buria, « cabane en pierre » pour protéger le bétail ou du nom de personne germanique Botthar pris absolument.

## Histoire
Des polissoirs préhistoriques sur des roches sont visibles au-dessus de l'observatoire[réf. nécessaire].
En 2005, un squelette du Néolithique (5000 av. J.-C.) ayant subi une amputation (avec cicatrisation) de l'avant-bras gauche fut découvert. Sur le même site, une autre sépulture datant de 4900-4600 av. J.C. (fin du Néolithique) a été découverte, accompagnée d’un dépôt funéraire comprenant une carapace de tortue et plusieurs pièces lithiques.
Un sarcophage en pierre avec les ossements d'un adulte et d'un enfant fut mis au jour dans une propriété de la rue des Larry, en contrebas de l'église. Il serait de la période du Moyen Âge[évasif].
La paroisse de Buthiers était du ressort de l’évêché de Sens, rattaché administrativement à l'élection de Pithiviers et à la généralité d'Orléans, et dépendait de la Seigneurie de Malesherbes, jusqu'en 1790.
Auxy et la paroisse d'Herbeauvilliers dépendaient de l'Abbaye de Montmartre.

## Politique et administration

### Liste des maires
| Période                                  | Période                      | Identité               | Étiquette | Qualité                                                   |
| ---------------------------------------- | ---------------------------- | ---------------------- | --------- | --------------------------------------------------------- |
| Les données manquantes sont à compléter. |                              |                        |           |                                                           |
| 1800                                     |                              | Denis Chauveau         |           |                                                           |
| 1830                                     |                              | François Deneuville    |           |                                                           |
| 1837                                     |                              | Parnageon              |           |                                                           |
| 1840                                     |                              | Eugène Bizouarne       |           |                                                           |
| 1844                                     |                              | François Deneuville    |           |                                                           |
| 1867                                     |                              | Eugène Bizouarne       |           |                                                           |
| 1877                                     |                              | François Deneuville    |           |                                                           |
| 1878                                     |                              | Alexandre Henault      |           |                                                           |
| 1888                                     |                              | Étienne Douine         |           |                                                           |
| 1892                                     |                              | Pierre Bizouarne       |           |                                                           |
| 1895                                     |                              | Étienne Douine         |           |                                                           |
| 1900                                     |                              | Nestor Douine          |           |                                                           |
| 1905                                     |                              | Eugène Denis Chauveau  |           |                                                           |
| 1930                                     |                              | Chaillet               |           |                                                           |
| 1940                                     |                              | Camille Paillet (f.f.) |           |                                                           |
| 1941                                     |                              | Émile Bougon           |           | Exploitant agricole                                       |
| 1953                                     | décès en 1954                | Varennes               |           |                                                           |
| 1954                                     |                              | René Grison            |           | Exploitant agricole                                       |
| 1971                                     |                              | Robert Debord          |           | Instituteur                                               |
| 1983                                     |                              | Robert Benoist         |           | Exploitant agricole                                       |
| 1995                                     |                              | Martial Bercher        |           | Exploitant agricole                                       |
| mars 2001                                |                              | Sylvie Jory            |           |                                                           |
| mars 2014                                | mai 2020                     | Jean-Yves Lacroix      | DVG       | Professeur de philosophie                                 |
| mai 2020                                 | En cours (au 8 juillet 2020) | Christophe Chamoreau   |           | Vice-président délégué de la CC Pays de Nemours (2020 → ) |

### Liste des maires d'Herbeauvilliers 1789-1841
| Période                                  | Période | Identité                  | Étiquette | Qualité |
| ---------------------------------------- | ------- | ------------------------- | --------- | ------- |
| Les données manquantes sont à compléter. |         |                           |           |         |
| 1793                                     | 1830    | Antoine Duguet            |           |         |
| 1830                                     | 1841    | Philippe Adrien Chavaneau |           |         |

## Équipements et services

### Eau et assainissement
L’organisation de la distribution de l’eau potable, de la collecte et du traitement des eaux usées et pluviales relève des communes. La loi NOTRe de 2015 a accru le rôle des EPCI à fiscalité propre en leur transférant cette compétence. Ce transfert devait en principe être effectif au 1er janvier 2020, mais la loi Ferrand-Fesneau du 3 août 2018 a introduit la possibilité d’un report de ce transfert au 1er janvier 2026,.

#### Assainissement des eaux usées
En 2020, la gestion du service d'assainissement collectif de la commune de Buthiers est assurée par le SME de la région de Buthiers pour la collecte et le transport,,.
L’assainissement non collectif (ANC) désigne les installations individuelles de traitement des eaux domestiques qui ne sont pas desservies par un réseau public de collecte des eaux usées et qui doivent en conséquence traiter elles-mêmes leurs eaux usées avant de les rejeter dans le milieu naturel. Le SME de la région de Buthiers assure pour le compte de la commune le service public d'assainissement non collectif (SPANC), qui a pour mission de vérifier la bonne exécution des travaux de réalisation et de réhabilitation, ainsi que le bon fonctionnement et l’entretien des installations,.

#### Eau potable
En 2020, l'alimentation en eau potable est assurée par le SME de la région de Buthiers qui en a délégué la gestion à l'entreprise Veolia, dont le contrat expire le 31 décembre 2020,.
Les nappes de Beauce et du Champigny sont classées en zone de répartition des eaux (ZRE), signifiant un déséquilibre entre les besoins en eau et la ressource disponible. Le changement climatique est susceptible d’aggraver ce déséquilibre. Ainsi afin de renforcer la garantie d’une distribution d’une eau de qualité en permanence sur le territoire du département, le troisième Plan départemental de l’eau signé, le 3 octobre 2017, contient un plan d’actions afin d’assurer avec priorisation la sécurisation de l’alimentation en eau potable des Seine-et-Marnais. À cette fin a été préparé et publié en décembre 2020 un schéma départemental d’alimentation en eau potable de secours dans lequel huit secteurs prioritaires sont définis. La commune fait partie du secteur Beauce.

## Population et société

### Démographie
L'évolution du nombre d'habitants est connue à travers les recensements de la population effectués dans la commune depuis 1793. Pour les communes de moins de 10 000 habitants, une enquête de recensement portant sur toute la population est réalisée tous les cinq ans, les populations de référence des années intermédiaires étant quant à elles estimées par interpolation ou extrapolation. Pour la commune, le premier recensement exhaustif entrant dans le cadre du nouveau dispositif a été réalisé en 2007.

En 2022, la commune comptait 771 habitants, en évolution de +4,9 % par rapport à 2016 (Seine-et-Marne : +3,92 %, France hors Mayotte : +2,11 %).
| 1793 | 1800 | 1806 | 1821 | 1831 | 1836 | 1841 | 1846 | 1851 |
| ---- | ---- | ---- | ---- | ---- | ---- | ---- | ---- | ---- |
| 204  | 218  | 200  | 229  | 287  | 275  | 448  | 386  | 444  |

| 1856 | 1861 | 1866 | 1872 | 1876 | 1881 | 1886 | 1891 | 1896 |
| ---- | ---- | ---- | ---- | ---- | ---- | ---- | ---- | ---- |
| 460  | 457  | 445  | 500  | 448  | 515  | 601  | 548  | 534  |

| 1901 | 1906 | 1911 | 1921 | 1926 | 1931 | 1936 | 1946 | 1954 |
| ---- | ---- | ---- | ---- | ---- | ---- | ---- | ---- | ---- |
| 516  | 529  | 535  | 485  | 501  | 578  | 519  | 531  | 525  |

| 1962 | 1968 | 1975 | 1982 | 1990 | 1999 | 2006 | 2007 | 2012 |
| ---- | ---- | ---- | ---- | ---- | ---- | ---- | ---- | ---- |
| 547  | 548  | 529  | 562  | 668  | 645  | 737  | 750  | 757  |

| 2017 | 2022 | - | - | - | - | - | - | - |
| ---- | ---- | - | - | - | - | - | - | - |
| 730  | 771  | - | - | - | - | - | - | - |

### Sports
L'île de loisirs de Buthiers offre de multiples activités.

### Équipements culturels
Une médiathèque avec bibliothèque permet l'emprunt de livres, CD, DVD. Avec l'ancien four à pain communal en état de fonctionnement.

### Manifestations culturelles et festivités
Du 30 mars au 1er avril (compris) : grande compétition de VTT trial.

## Économie
- Sablière : exploitation du sable de Fontainebleau par la SAMIN, utilisé pour la verrerie. Le sable est transporté par train.

### Revenus de la population et fiscalité
En 2018, le nombre de ménages fiscaux de la commune était de 328, représentant 767 personnes et la  médiane du revenu disponible par unité de consommation  de 24 630 euros.

### Emploi
En 2018 , le nombre total d’emplois dans la zone était de 129, occupant 316 actifs  résidants.
Le taux d'activité de la population (actifs ayant un emploi) âgée de 15 à 64 ans s'élevait à 70,9 % contre un taux de chômage de 5,2 %.
Les 23,9 % d’inactifs se répartissent de la façon suivante : 8,1 % d’étudiants et stagiaires non rémunérés, 10,2 % de retraités ou préretraités et 5,7 % pour les autres inactifs.

### Secteurs d'activité

#### Entreprises et commerces
En 2019, le nombre d’unités légales et d’établissements (activités marchandes hors agriculture) par secteur d'activité était de 45 dont 3 dans l’industrie manufacturière, industries extractives et autres, 8 dans la construction, 8 dans le commerce de gros et de détail, transports, hébergement et restauration, 2 dans l’Information et communication, 1 dans les activités financières et d'assurance, 1 dans les activités immobilières, 12 dans les activités spécialisées, scientifiques et techniques et activités de services administratifs et de soutien, 3 dans l’administration publique, enseignement, santé humaine et action sociale et 7  étaient relatifs aux autres activités de services.
En 2020, 4 entreprises individuelles ont été créées sur le territoire de la commune.
Au 1er janvier 2021, la commune ne disposait pas d’hôtel et de terrain de camping.

#### Agriculture
Buthiers est dans la petite région agricole dénommée le « Gâtinais », à l'extrême sud-ouest du département, s'étendant sur un large territoire entre la Seine et la Loire sur les départements du Loiret, de Seine-et-Marne, de l'Essonne et de l'Yonne. En 2010, l'orientation technico-économique de l'agriculture sur la commune est la culture de céréales et d'oléoprotéagineux (COP).
Si la productivité agricole de la Seine-et-Marne se situe dans le peloton de tête des départements français, le département enregistre un double phénomène de disparition des terres cultivables (près de 2 000 ha par an dans les années 1980, moins dans les années 2000) et de réduction d'environ 30 % du nombre d'agriculteurs dans les années 2010. Cette tendance se retrouve au niveau de la commune où le nombre d’exploitations est passé de 10 en 1988 à 4 en 2010. Parallèlement, la taille de ces exploitations augmente, passant de 62 ha en 1988 à 211 ha en 2010.
Le tableau ci-dessous présente les principales caractéristiques des exploitations agricoles de Buthiers, observées sur une période de 22 ans : 
|                                      | 1988 | 2000 | 2010 |
| ------------------------------------ | ---- | ---- | ---- |
| Dimension économique,                |      |      |      |
| Nombre d’exploitations (u)           | 10   | 5    | 4    |
| Travail (UTA)                        | 16   | 7    | 6    |
| Surface agricole utilisée (ha)       | 621  | 778  | 844  |
| Cultures                             |      |      |      |
| Terres labourables (ha)              | 618  | 778  | 844  |
| Céréales (ha)                        | 502  | 537  | 541  |
| dont blé tendre (ha)                 | 229  | 213  | 281  |
| dont maïs-grain et maïs-semence (ha) | 91   | s    |      |
| Tournesol (ha)                       | s    | s    | s    |
| Colza et navette (ha)                | 20   | s    | 137  |
| Élevage                              |      |      |      |
| Cheptel (UGBTA)                      | 7    | 1    | 0    |

## Culture locale et patrimoine

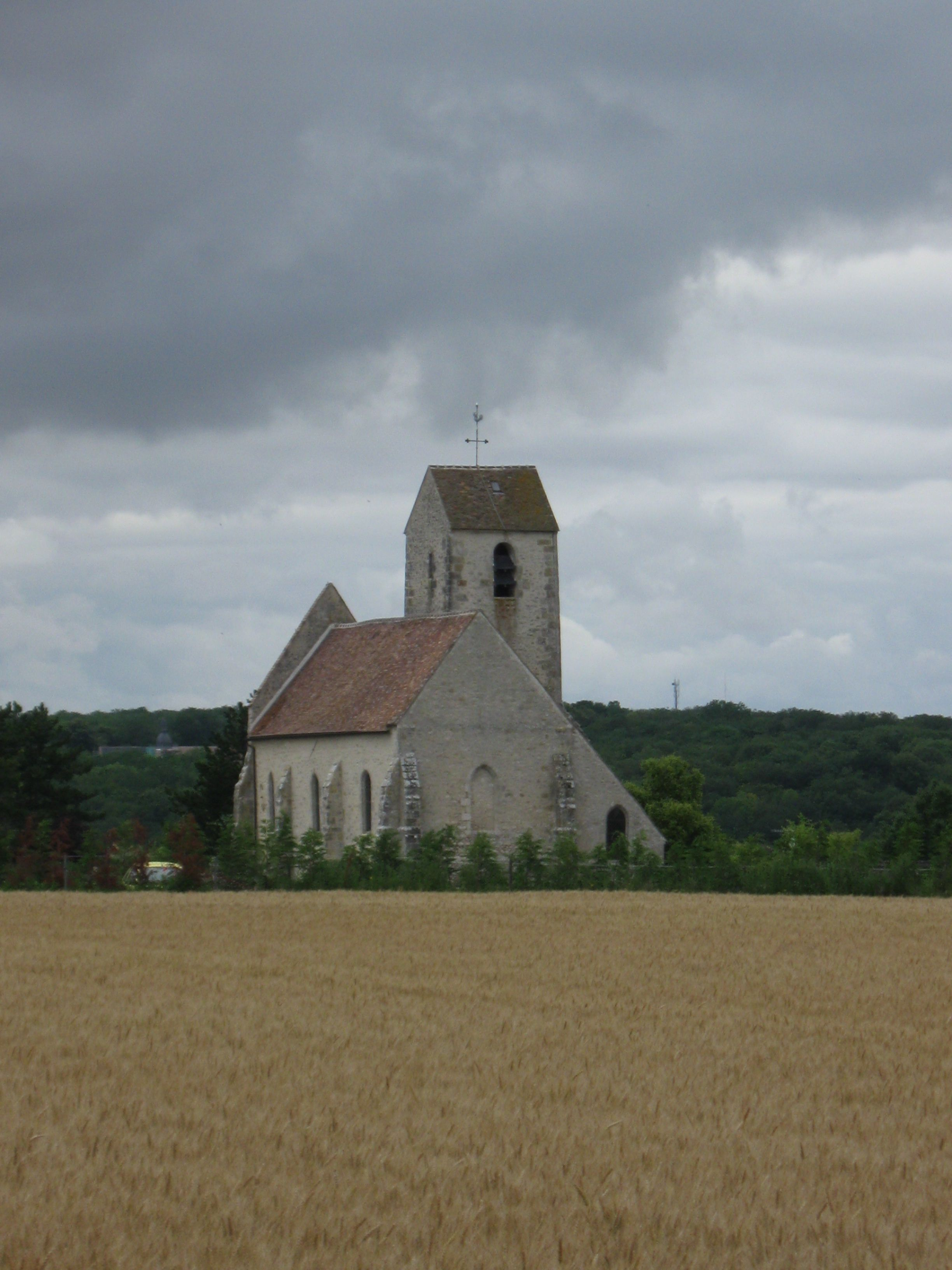
L'église Saint-Maur-et-Sainte-Fare.

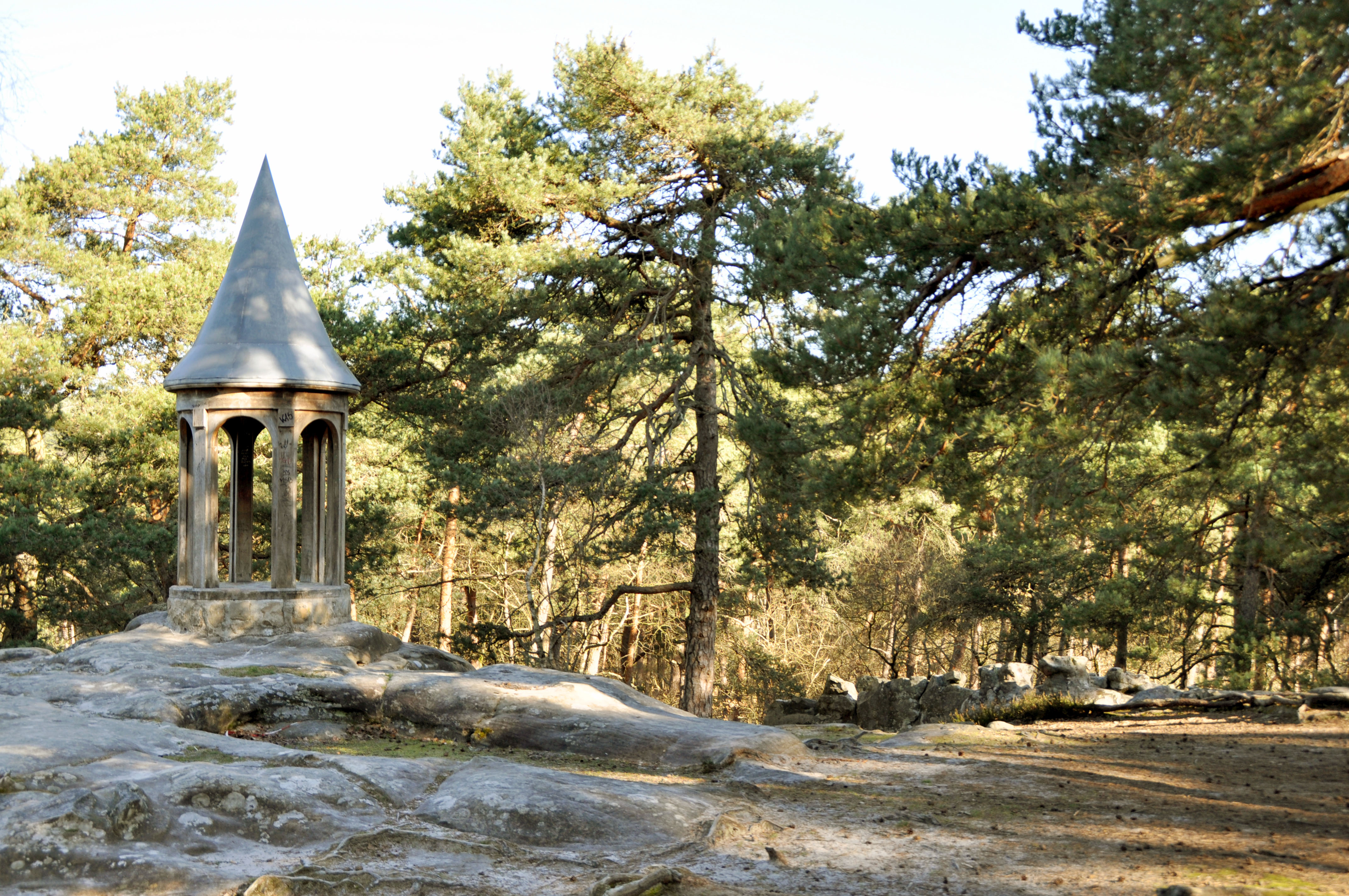
Clocheton (réplique) de la Roche aux Amis.

### Lieux et monuments
- Dolmen de la Roche aux Loups, classé au titre des monuments historiques depuis le 26 novembre 1973[80].
- Église Saint-Maur-et-Sainte-Fare, XIe et XIIe siècle, située au bord du plateau, isolée du village.
- Église Saint-Laurent, située dans le hameau d'Herbeauvilliers, XVe siècle.
- Vallée de l'Essonne.
- Massif de Buthiers-Malesherbes, magnifique ensemble de rochers, où l'on peut faire de l'escalade, de la varappe et de très belles promenades.
- Abri orné de la grotte de Chateaubriand.
- L'île de loisirs de Buthiers, hébergeant le centre d'astronomie Jean-Marc Salomon. En 2001, la base de loisirs acheva la construction d'une réplique du clocheton de la Roche aux Amis, qui fut longtemps le symbole des bois de Buthiers[81].

### Personnalités liées à la commune
- Robert Doisneau (1912-1994), photographe français, a habité à Buthiers. La salle polyvalente porte son nom.